# Chirurgie paliativă
Chirurgia paliativă  este o intervenție chirurgicală menită să facă simptomele pacientului mai puțin severe, astfel încât calitatea vieții pacientului să fie mai bună, în ciuda impactului neglijabil asupra supraviețuirii pacientului. Chirurgia paliativă se concentrează pe furnizarea celui mai mare beneficiu pacientului folosind cea mai puțin invazivă intervenție. Chirurgia paliativă asigură ameliorarea simptomelor și menținerea calității vieții în stările terminale de boală. Utilizările chirurgiei paliative pot varia de la operații extinse de debulking până la operații mai puțin complexe.
Principalele scopuri ale chirurgiei paliative sunt: evaluarea extinderii bolii, controlul răspândirii locoregionale, controlul unei tumori fungatoare, secreții sau hemoragie, controlul durerii, reconstrucția chirurgicală sau reabilitarea pentru îmbunătățirea calității vieții.